# حاجيآباد حاج عليمحمد (مقاطعة فهرج)
حاجيآباد حاج عليمحمد (بالفارسية: حاجی‌آباد حاج علی محمد) هي قرية تقع في ناحية نغين كوير في إيران. يقدر عدد سكانها بـ 257 نسمة بحسب إحصاء 2016.